# パトリック・シャナハン
パトリック・シャナハン（Patrick Michael Shanahan、1962年6月27日 - ）は、アメリカ合衆国の政治家、実業家。元ボーイング副社長。2017年7月から国防副長官（第32代）、2019年1月1日より国防長官代行を、2019年6月23日まで務めた。

## 生い立ち
シャナハンは生まれも育ちもワシントン州で、同州のワシントン大学にて機械工学で理学の学士を取得した。次いでマサチューセッツ工科大学にて機械工学で理学の修士を取得し、マサチューセッツ工科大学スローンマネジメントスクールにてMBAを取得した。

## ボーイングにて (1986-2017)
シャナハンは1986年にボーイングへ入社し、コンピュータ・システム運用とボーイング777プロジェクトに関わった。彼はそのキャリアにわたって、ボーイングのミサイル防衛システムのほか、ボーイング737、747、767、777、787の商用航空機のプロジェクトでマネジメント役を果たした。またボーイング787プロジェクトの建て直しで陣頭指揮をふるい、そこで2008年から「修繕男」(Mr. Fix-it) と呼ばれるようになった 。
シャナハンはボーイングの商用航空機部門 (Boeing Commercial Airplanes, BCA) で副社長を務め、ボーイング757プロジェクトで757ファミリーのデザイン・製造・収益性の責任者としてゼネラルマネージャーを務めた。彼はボーイング767プロジェクトとその製造部門でも指導的立場に立った。
シャナハンはペンシルベニアのボーイング・ロータークラフト・システムズで副社長を務めた。彼は全ての米軍向け軍用機プロジェクト、およびフィラデルフィアとアリゾナ州メサでの会社運営の責任者だった。そこで回されていたプロジェクトには、V-22 オスプレイ、CH-47 チヌーク、AH-64D アパッチがあった。
シャナハンは2004年12月からボーイング・ミサイル・ディフェンス・システムズで副社長とゼネラルマネージャーを務め、地上配備型ミッドコース・ミサイル迎撃システム、レーザー搭載機によるミサイル迎撃プロジェクト、次世代型の戦術レーザー兵器プロジェクトを監督した。彼はボーイング787ドリームライナー・プロジェクトで副社長とゼネラルマネージャーを務め、その開発期間にあたる2007年から2008年にかけてプロジェクトを率いた。次いで、2008年12月からボーイングの商用航空機部門で航空機プロジェクトの上級副社長を務めた。
2016年4月、ボーイングのサプライチェーンと運用に関して上級副社長となった。それは、次世代型の製造技術と世界規模での供給戦略を実行に移す、製造および供給の責任者としてである。
シャナハンはボーイングの評議会 (Executive Council) のメンバーである。

## トランプ政権にて

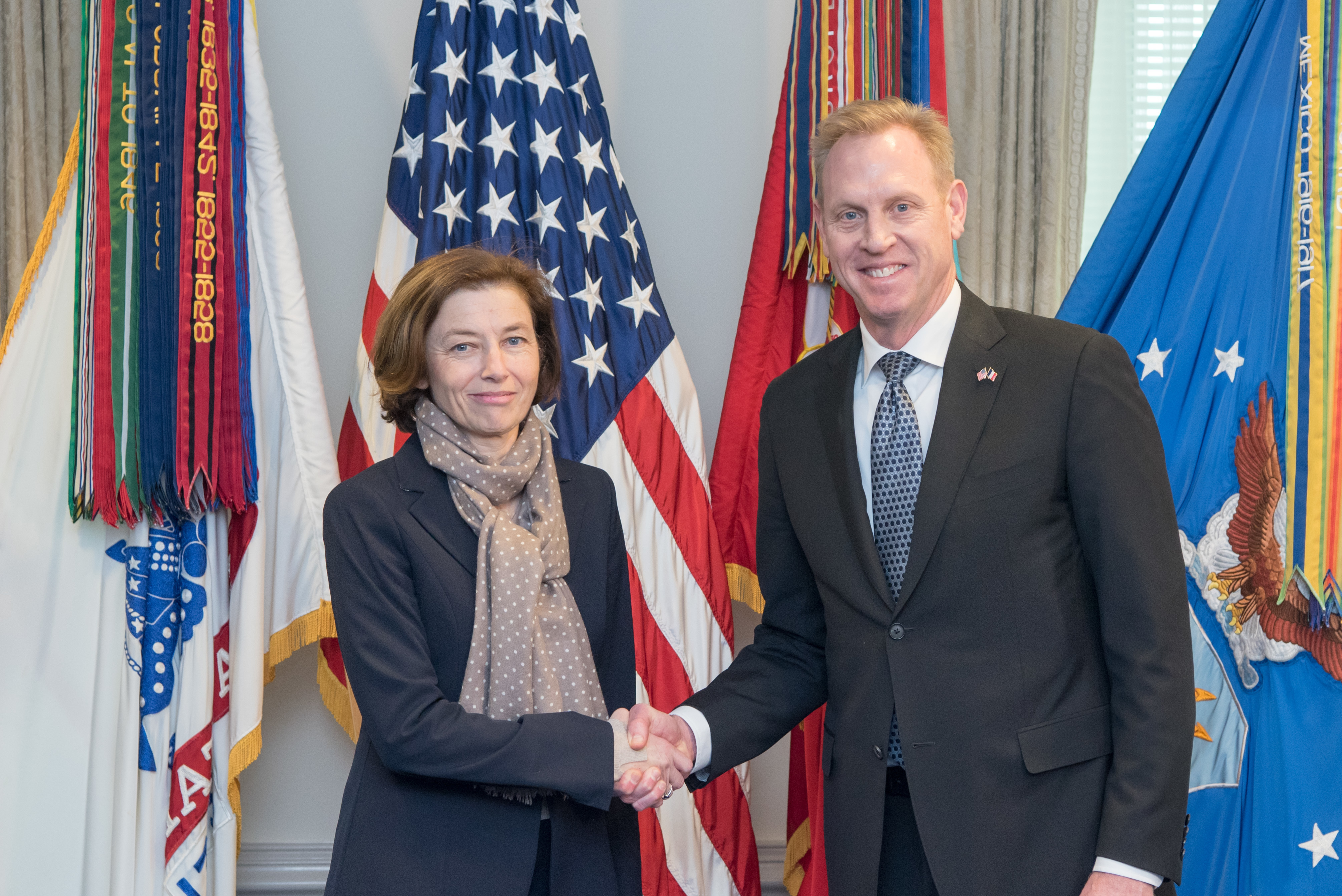
フランスのフロランス・パルリ軍事大臣と（2019年3月18日）

2017年3月16日にトランプ大統領はシャナハンを32代国防副長官（国防省における文民の副トップ）に指名する意向を明らかにした 。トランプは軍の拡充計画を主導してもらうためシャナハンを指名した。
上院の指名承認公聴会は2017年6月20日に開かれ、ウクライナへの武器供給を提案していたジョン・マケイン上院議員は、米国がウクライナへそうした武器を供給すべきか否かの質問に対するシャナハンの回答内容を取り上げ、シャナハンの指名を妨害すると脅した。シャナハンは、自分はその問題について決断を下すための軍の機密情報へのアクセスが無いと答えた。
オバマ政権で最後の国防副長官だったボブ・ワークは、シャナハンが承認されるまでその地位にあった。シャナハンは2017年7月18日に92対7の投票結果により上院で承認され、2017年7月19日に32代国防副長官になった。その地位の者は、国防長官へ直接報告を行う。
トランプ大統領は、マティス国防長官の辞任が行われる2月28日にはシャナハンに国防長官代行に昇格させるだろうと真っ先に明らかにした。しかしトランプはその後12月23日のツイートで、マティスが明らかにした辞任日の2ヶ月前にシャナハンを昇格させると明らかにした。トランプがマティスとの決別を早めたのは、トランプの世界情勢観を批判したマティスの辞任コメントに対する世論の（肯定的な）反応に立腹したからと伝えられている。2019年1月1日に国防長官代行に就任。2日の初登庁の際は中華人民共和国への対応を最優先にすべきとして「中国、中国、中国」（ China, China, China.）と訓示した。政権入り後、出身母体であるボーイングに便宜を図っているとする疑惑が浮上し、倫理調査の対象となった。2019年4月25日にまとめられたアメリカ国防総省監察官の報告書によれば、アメリカの主力戦闘機であるF-35（主契約社はボーイングのライバルであるロッキード・マーティン）の開発プログラムを酷評していたことが明らかになっている。
2019年5月9日、ホワイトハウスはシャナハンを国防長官に正式に指名することを発表した。軍需産業の出身者が国防長官に指名されたのは史上初であった。しかし、同年6月18日にシャナハンの辞退を受けてトランプ大統領はマーク・エスパー陸軍長官を国防長官代行に新たに指名することを発表した。